# Pontifex Romanus
Pontifex Romanus byla papežská bula vydaná papežem Juliem II. 8. srpna 1511 v Římě. Tato bula revidovala předchozí bulu, vydanou r. 1504 pod názvem Illius fulciti, rušila arcibiskupství v Santo Domingu, které se touto bulou mění v pouhé biskupství a tak jako další 2 biskupství v Karibiku je podřízeno arcibiskupství v Seville.

## Objev Nového světa a katolická církev
Katolická církev, římská kurie i samotný papež se již od počátku zajímali o zámořské objevy a vždy se snažili využít nově nalezených území k rozšiřování nejen katolické víry, ale i svého vlastního vlivu. Proto vcelku rychle zareagovala na úspěchy Kolumbových výprav a již. r. 1493 vydává papež Alexandr VII. bulu Piis Fidelium, kterou vysílá do Nového světa misionáře. S pokračující evangelizací karibských ostrovů se však zanedlouho ukazuje, že pouhé misie nemohou stačit a že je zapotřebí pevná organizační struktura, kterou může zaručit pouze církevní provincie v čele s arcibiskupem a biskupy.

## Bula Illius fulciti a její odmítnutí ze strany Španělska
Roku 1504 vydal papež Julius II. bulu pod názvem Illius fulciti, kterou zakládá novou církevní provincii pro zámořské oblasti. Touto bulou se ustavuje první arcibiskupství v Americe, a dále 2 podléhající biskupství. Jako sídlo arcibiskupa byla zvolena Yaguata, která byl zanedlouho přejmenován Španěly na Santo Domingo a nacházelo se na ostrově Hispaniola. Na tomto ostrově se nacházelo i jedno ze dvou podléhajících biskupství. Místo, kde bylo založeno, se původním jazykem nazývalo Magua, ale později bylo přejmenováno na Concepción de la Vega. Další biskupství nebylo založeno na Hispaniole, ale na nedalekém ostrově, nazvaném dnes Portoriko, a to na místě zvaném Bayuna, které bylo později rovněž přejmenováno a dnes se nazývá San Juan de Puerto Rico. 

## Vítězství španělské koruny a nová bula Pontifex Romanus
Skutečnost, že by se na území, podléhající přímo španělské koruně, mohla ustanovit nezávislá církevní provincie, fakticky konkurující katolickému králi, vyvolala ostrý spor mezi ním a papežem. Papežská moc již v této době nemohla té španělské vůbec konkurovat, a tak byla bula Illius fulciti již v r. 1511 Juliem II. revidována, a to bulou novou, nazvanou “Pontifex Romanus”. Touto bulou přestalo být Santo Domingo sídlem arcibiskupa a všechna tři biskupství (Santo Domingo, Concepción de la Vega a San Juan de Puerto Rico) byla podřízena arcibiskupství v Seville.

## První biskupové v Americe
Díky této bule se do Ameriky konečně dostávají první biskupové. Františkán Francisco Garcia de Padilla, který byl již r. 1504 určen jako biskup v Bayuně, byl právě touto bulou vybrán jako první biskup v Santo Domingu. Zemřel však ještě před biskupským pomazáním, a tak byl na jeho místo vybrán Ital Alessandro Geraldini. Po pár letech skutečně do Ameriky připlul a r. 1516 se ujal svého úřadu. Od roku 1516 tak má Nový svět konečně církevní správu. Tento stav trval až do r. 1545, kdy papež Pavel III. povýšil bulou "Super Universas Orbis Ecclesias" biskupství v Santo Domingu na arcibiskupství. Ustanovením tohoto prvního arcibiskupství v Americe se konečně realizoval záměr papeže Julia II., vyjádřený r. 1504 v bule nazvané Illius fulciti.

## Seznam prvních biskupů
První tři biskupové těchto církevních provincií byli:
- Pedro Francisco Suárez de Deza - biskup v Concepción de la Vega (v roce 1504 jmenován do Yaguaty)
- Alonso Manso - biskup v San Juan (v roce 1504 jmenován do Maguy)
- Alessandro Geraldini - biskup v Santo Domingu